# Xinsheng, Zhong
Xinsheng (kinesiska: 新生) är ett stadsdelsdistrikt i sydvästra Kina. Det ligger i Zhong härad i storstadsområdet Chongqing, omkring 150 kilometer nordost om det centrala stadsdistriktet Yuzhong. Antalet invånare är 24 971. Befolkningen består av 12 254 kvinnor och 12 717 män. Barn under 15 år utgör 21,0 %, vuxna 15-64 år 65 %, och äldre över 65 år 12,0 %.